# Lambton Shores
Lambton Shores es un municipio canadiense situado en la provincia de Ontario.

## Superficie
Lambton Shores tiene una superficie de 330,57 km².

## Demografía
En 2021, tenía 11 876 habitantes, una densidad poblacional de 35,9 hab./km², y 7211 viviendas.